# Távoli kiértékelés
A számítástechnika világában a távoli kiértékelés egy szakkifejezés azokra a technológiákra, amelyek magukba foglalják a végrehajtható szoftver program szállítását a kliens gépről a szerver gép felé egy későbbi szerveren történő végrehajtásért. Miután a program  befejeződött, az végrehajtás eredménye visszaküldődik a klienshez.
A távoli kiértékelés a mobil kód technológiák családjába tartozik. Egy példa erre a grid számítás. Egy végrehajtható feladatot el lehet küldeni a egy meghatározott számítógépre a griden, majd a végrehajtás után az eredmény visszaküldődik a klienshez. A kliens ezután összegzi az többszörösen egyidejűleg számított részfeladatok eredményeit egy eredménnyé.

## Fordítás
- Ez a szócikk részben vagy egészben  a   Remote_evaluation című angol Wikipédia-szócikk fordításán alapul.  Az eredeti cikk szerkesztőit annak laptörténete sorolja fel. Ez a jelzés csupán a megfogalmazás eredetét és a szerzői jogokat jelzi, nem szolgál a cikkben szereplő információk forrásmegjelöléseként.